# Јуршинци
Јуршинци (словен. Juršinci) је насеље и управно средиште истоимене општине Јуршинци, која припада Подравској регији у Републици Словенији.
По попису становништва из 2011. године насеље Јуршинци имало је 325 становника.